# Inierie
Inierie (Indonesisch: Gunung Inierie) is een stratovulkaan op het Indonesische eiland Flores in de provincie Oost-Nusa Tenggara.